# Torre de la iglesia de Santa María (Cervera)

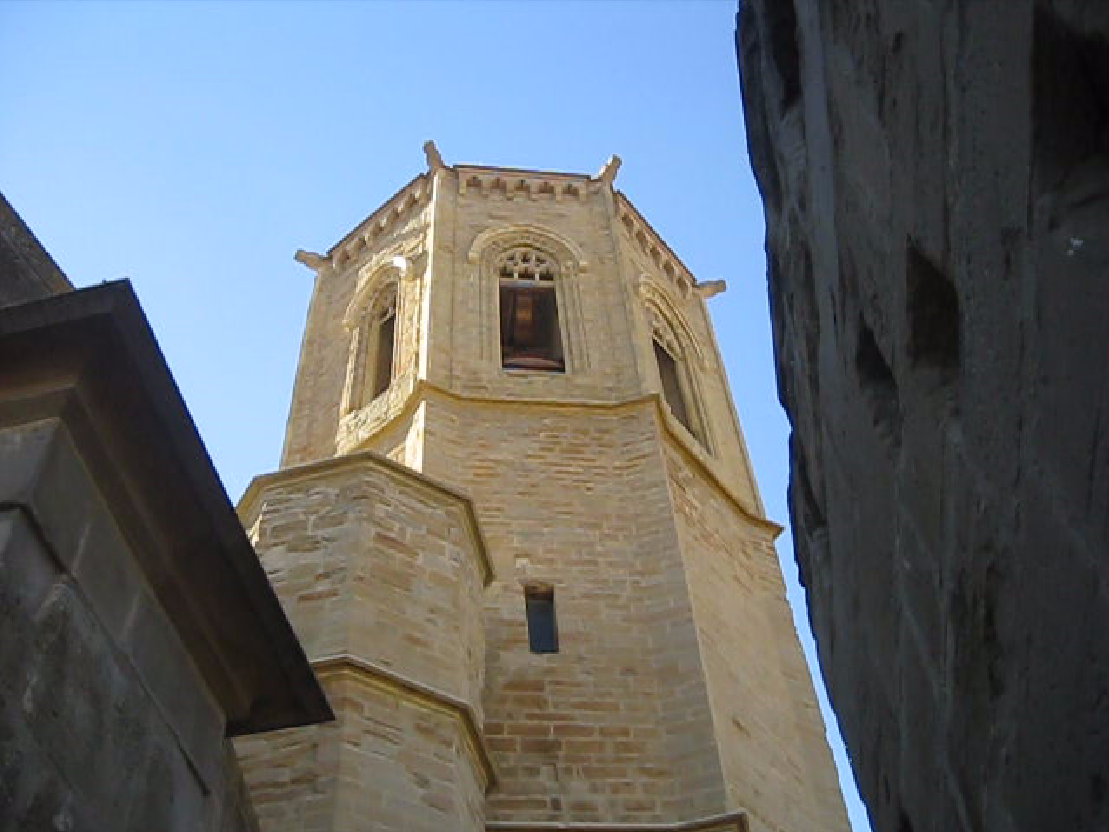
El campanario

La Torre de la iglesia de Santa María en Cervera es una torre campanario, situada entre el extremo de uno de los brazos del crucero y la parte posterior de la casa de la ciudad y merece una mención especial aparte en la historia y tradición de la ciudad.
Es una edificación de planta octagonal con amplios ventanales góticos con decoración calada. Una cornisa formada con estrechos arcos trilobulados corona el cuerpo principal y la parte superior es ocupada por un segundo piso que alberga el cuerpo de campanas del reloj.

## Construcción
Su construcción se alargó el siglo XIV al XV y fue uno de los maestros de obras Pere de Vall-llebrera, que a mediados del siglo XV terminando la parte de los ventanales, donde eran colocadas las campanas, y cerró la vuelta. A finales del mismo siglo se instaló el primer reloj mecánico. Una de las campanas más antiguas conservadas es la llamada Seny Major, fundición en 1424 por el maestro campanero Mateu del Olm. En la parte de levante se encuentra adherida una pequeña torre, del comunidor, desde el que los curas bendecían el término y conminaban las tormentas.

## Las Campanas
| Nombre de la campana | Año     | Peso    | Nota          |
| -------------------- | ------- | ------- | ------------- |
| Onzena               | 1826    | 296 kg  | fa brillante  |
| Trinitat             | 1879    | 496 kg  | sol natural   |
| Carranca             | 1424-29 | 835 kg  | sol sostenido |
| Nova                 | 1880    | 1362 kg | re natural    |
| Tibau                | 1880    | 1693 kg | mi natural    |
| Seny Major           | 1424    | 1954 kg | do natural    |

## La asociación
La Asociación Campaneros de Cervera es una agrupación cultural encargada del campanario fundada en 1985 siendo el campanero titular el señor Jaume Font Martí. Todo empezó cuando los jóvenes más comprometidos entonces asistentes a los toques de las campanas, consideraron que la tradición campanilla de Cervera y el hecho de seguir tocando las campanas en la ciudad manualmente y estimuló el agruparse y promover entre gente más joven con el aprendizaje y la recuperación - por lo menos histórica - los toques que los diferentes acontecimientos tenían lugar en el campanario con el fin de enterarse en la ciudad de lo que los motivaba.
La escuela de Campaneros ha convertido en un hecho que ha ido teniendo continuidad hasta el punto de que, con estos más de veinte años desde aquel inicio, el campanario poco ha faltado personas de todas las edades para tocar las campanas motivados por cualquier celebración, sea religiosa, festiva, cultural o tradicional que Cervera tuviera a bien celebrar.
Los viejos sonidos de las seis campanas que forman el conjunto festivo es muy querido por Cervera y en las celebraciones de diferentes conciertos que se han celebrado así como en las jornadas de puertas abiertas que se ofrecen desde el campanario tienen fuerza eco popular.

## Enlaces
- Web de la asociación Archivado el 21 de enero de 2021 en Wayback Machine.

- Datos: Q18710336